# Parque Municipal Natural da Serra das Almas
O Parque Municipal Natural da Serra das Almas é uma área de proteção situado na cidade brasileira de Rio de Contas, na Chapada Diamantina, região centro-sul do estado da Bahia criado em 2002.
Fica próximo à divisa com as cidades de Érico Cardoso e Livramento de Nossa Senhora e visa a proteção do Pico das Almas e sua vizinhança. Possui uma área total de 4 375 hectares.

## Histórico e objetivos
A criação do parque foi determinada em 23 de março de 1990 pela lei orgânica da cidade que, no seu artigo 57, estabelece ser papel do município "promover a preservação do regime hídrico, da fauna e da flora, os recursos dos solos e subsolos e o espaço aéreo" sendo finalmente concretizada pelo decreto 001, de 19 de janeiro de 2002, que especifica: "A unidade de conservação está classificada em Unidade de Proteção Integral - Parque Natural Municipal, tendo como objetivo básico: a preservação de ecossistemas naturais de grande relevância ecológica e beleza cênica, possibilitando a realização de pesquisas científicas e o desenvolvimento de atividades de educação e interpretação ambiental, de recreação em contato com a natureza e de turismo ecológico".

## Incêndios
Os incêndios constituem-se na maior das ameaças ao Parque. Em 2007 ocorreu o maior deles e no ano de 2019 uma nova queimada havia devastado mais de um quarto da área total do lugar, havendo as brigadas das cidades vizinhas como Barra da Estiva, Ituaçu, Andaraí e Seabra socorrido os riocontenses.
O fogo em 2019 foi particularmente destrutivo por ter atingido seis áreas de reserva particular do patrimônio natural (RPPN), justamente onde se localizam as nascentes do rio Brumado.